# Julius Goldstein
Julius Goldstein (* 29. Oktober 1873 in Hamburg; † 25. Juni 1929 in Darmstadt) war ein deutscher Soziologe (Soziologie der Technik), Kulturwissenschaftler, Philosoph (Pragmatist James'scher Prägung, dessen „Pluralistisches Universum“ er übersetzte, 1913) und Physiker.

## Leben
Goldstein entstammte einer jüdischen Kaufmannsfamilie, die von Danzig nach Hamburg gezogen war. Er besuchte ein Hamburger Realgymnasium, wo er 1893 das Abiturzeugnis erhielt. Goldstein studierte Philosophie zunächst in Berlin und ab dem Sommersemester 1896 an der Universität Jena, u. a. bei Rudolf Eucken (1846–1926). Er promovierte 1899 in Jena. Eucken beurteilte die Dissertation als herausragend. Goldstein habilitierte 1902 an der Fakultät für Geschichte und Literatur der TH Darmstadt und wurde Privatdozent für Philosophie. 1909 erhielt er von der TH den Professorentitel verliehen. Eine materielle Absicherung war damit jedoch nicht verbunden. Im Ersten Weltkrieg war er Offizier. Bei seinen zahlreichen Vorträgen kommt er an verschiedene Kriegsschauplätze. Die Erlebnisse des Ersten Weltkrieges machten ihn zum Pazifisten.
Am 1. Oktober 1920 wurde er außerplanmäßiger Professor, erneut ohne materielle Absicherung. Seinen Lebensunterhalt bestritt er durch eine intensive Vortragstätigkeit im In- und Ausland. 1923/24 unternahm er eine sechsmonatige Vortragsreise in den Osten der USA, die vom Central-Verein deutscher Staatsbürger jüdischen Glaubens finanziert wurde.
Nach mehrjähriger Auseinandersetzung wurde Julius Goldstein am 8. Oktober 1925 auf Initiative von Wilhelm Leuschner und Julius Reiber nach heftigen Widerständen der TH Darmstadt a.o. Prof. für Philosophie an der TH Darmstadt. Um seine Ernennung zum Professor, die gegen den Willen der Hochschulleitung erfolgte, entbrannte ein von antisemitischen Motiven mitbestimmter Streit, in dessen Verlauf Rudolf Eucken und Ernst Troeltsch sich öffentlich zugunsten Goldsteins aussprachen.
Julius Goldstein war seit 1920 Chefredakteur der Darmstädter Zeitung sowie Begründer und Leiter der Zeitschrift „Der Morgen“, einer seit 1925 bis zum Verbot durch die Nazis 1938 im Philo-Verlag herausgegebenen deutsch-jüdischen Zweimonatsschrift.
Julius Goldstein war seit 19. März 1907 mit Margarete (Gretel) Neumann (1885–1960), der Tochter eines Mainzer Weinhändlers, verheiratet. Aus dieser Ehe ging ein Sohn Walter (* 13. März 1909) und die beiden Töchter Elsbeth Juda (* 2. Mai 1911; † 5. Juli 2014) sowie Hanna Emmy (* 16. Mai 1912) hervor.
Nach langer Krankheit erlag Julius Goldstein seinem Krebsleiden am 25. Juni 1929. Er wurde auf dem jüdischen Friedhof in Darmstadt-Bessungen begraben.

## Werke
- Untersuchungen zum Kulturproblem der Gegenwart, 1899
- Die empiristische Geschichtsauffassung David Humes, 1903
- Wandlungen in der Philosophie der Gegenwart, 1911
- Die Technik, Frankfurt am Main 1912
- William James: Das pluralistische Universum, Leipzig 1914
- Rasse und Politik, Leipzig 1921 (4. Auflage 1924)
- Aus dem Vermächtnis des 19. Jahrhunderts, Berlin 1922
- Deutsche Volksidee und deutsch-völkische Idee, (2. Auflage) Berlin 1929
- Die Schule im Dienste der Volksversöhnung und der Völkerverständigung, Darmstadt 1929.